# Kalajevo (Republika Serbska)
Kalajevo (cyr. Калајево) – wieś w Bośni i Hercegowinie, w Republice Serbskiej, w mieście Prijedor. W 2013 roku liczyła 70 mieszkańców.